# Wojny karlistowskie
Wojny karlistowskie (hiszp. Guerras Carlistas) – nazwa określająca trzy hiszpańskie wojny domowe z XIX wieku. Konflikt o podłożu ideologicznym i sukcesyjnym nastąpił pod koniec panowania króla Ferdynanda VII pomiędzy karlistami – zwolennikami królewskiego brata infanta Don Carlosa, hrabiego Molina i liberałami, zwolennikami królowej Marii Krystyny Burbon i jej nieletniej córki – dziedziczki tronu – Izabeli.
- I wojna karlistowska (1833–1840)
- II wojna karlistowska (1846–1849)
- III wojna karlistowska (1872–1876)